# Museo nazionale di Alessandria d'Egitto
Il Museo nazionale di Alessandria d'Egitto è un museo che si trova al centro della moderna Alessandria d'Egitto. È stato inaugurato il 31 dicembre 2003 da Hosni Mubarak e si trova in un palazzo in stile italiano ristrutturato in via Tariq Al-Horreya (ex Rue Fouad). L'edificio ospitava il consolato degli Stati Uniti d'America.

## Collezioni
Il museo contiene circa 1.800 reperti che raccontano la storia di Alessandria e dell'Egitto. La maggior parte di questi pezzi proviene da altri musei egiziani. Il museo si concentra principalmente su tre collezioni distribuite su tre piani:
- Primo piano: epoca faraonica, con mummie esposte in una ricostruzione di una camera funeraria.
- Secondo piano: manufatti del periodo ellenistico e romano, inclusi pezzi provenienti da Eraclio e Canopo. Tra gli oggetti esposti figurano vasi canopi, pezzi risalenti al regno di Nectanebo II e frammenti di statue di Caracalla, figure di Medusa e un ritratto a mosaico raffigurante la regina Berenice II, moglie di Tolomeo III.
- Terzo piano: Antico Egitto, Copto e mondo islamico[1].

Un'attrazione per molti visitatori è una scultura che si ritiene ritragga Alessandro Magno
Il museo ospita anche una collezione di gioielli, armi, statue, numismatica e oggetti in vetro.